# جبل دراك
جبل دراك (بالفارسية: کوه دراک). أحد الجبال التابعة لسلسلة جبال زاغروس. يقع شمال غرب مدينة شيراز في محافظة فارس بإيران. ويسمى أيضا بالفارسية (کوه برفی أي الجبل الثلجي، کوه مستسقی ، کوه مادر أي الجبل الأم).